# Eustictus necopinus
Eustictus necopinus är en insektsart som beskrevs av Knight 1923. Eustictus necopinus ingår i släktet Eustictus och familjen ängsskinnbaggar.

## Underarter
Arten delas in i följande underarter:
- E. n. discretus
- E. n. necopinus